# Diachlorus immaculatus
Diachlorus immaculatus är en tvåvingeart som först beskrevs av Christian Rudolph Wilhelm Wiedemann 1828.  Diachlorus immaculatus ingår i släktet Diachlorus och familjen bromsar. Inga underarter finns listade i Catalogue of Life.